# بريان ويب
بريان ويب هو مغني كندي، ولد في 22 يونيو 1977.

## وصلات خارجية
- بريان ويب على موقع ميوزك برينز (الإنجليزية)
- بريان ويب على موقع أول ميوزيك (الإنجليزية)
- بريان ويب على موقع ديسكوغز (الإنجليزية)